# Manuel Krass

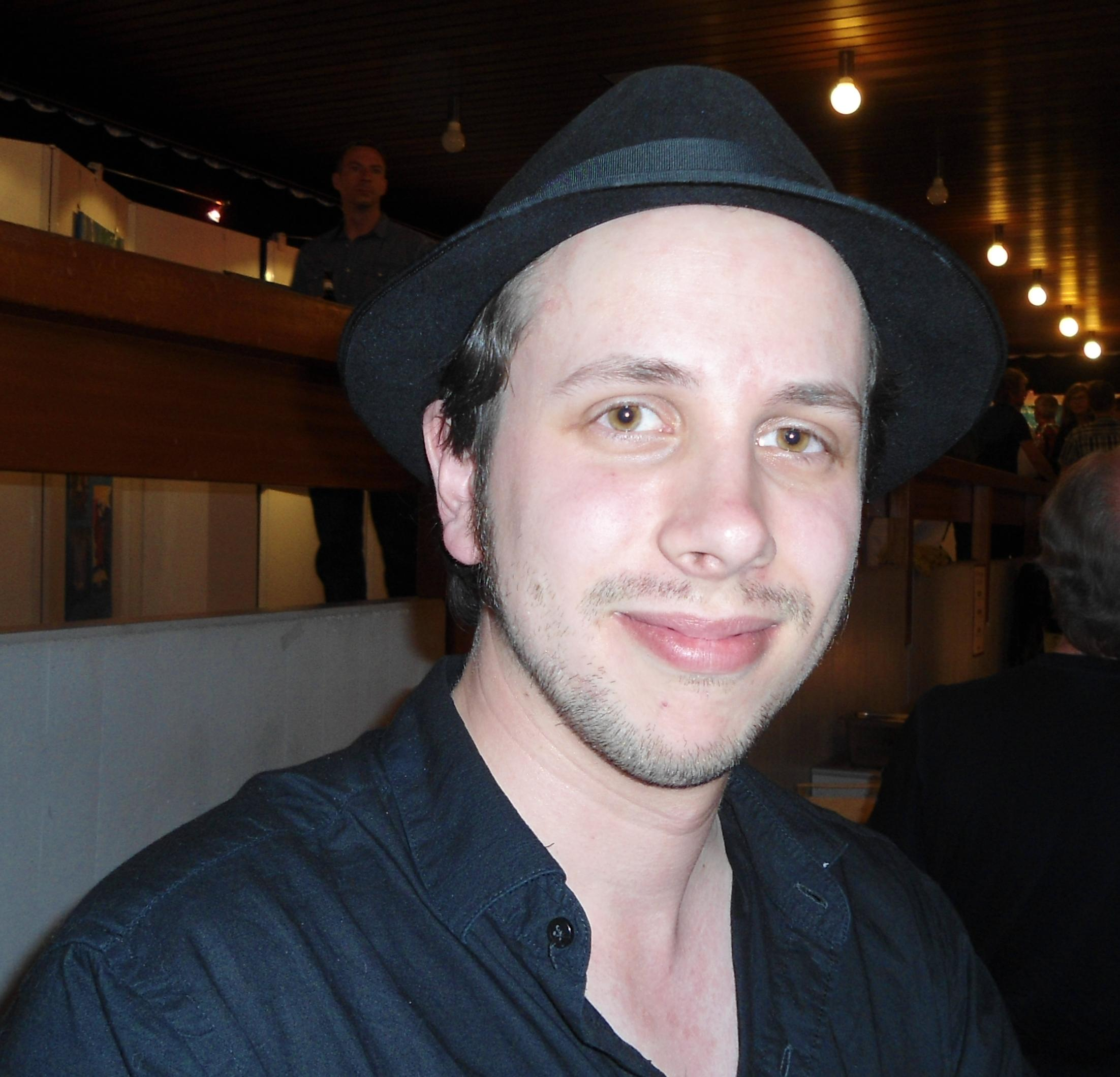
Manuel Krass auf dem Jazzfestival St. Ingbert (2013)

Manuel Krass (* 8. Juli 1988 in Saarbrücken) ist ein deutscher Jazzmusiker (Piano, Komposition).

## Leben und Wirken
Krass war bis zu seinem Musikstudium bei Georg Ruby an der Hochschule für Musik Saar Autodidakt am Jazzpiano. Noch während seines Studiums gründete er das Klaviertrio Krassport mit Johannes Schmitz, Gitarre, und Daniel Weber, Schlagzeug. 2010 komponierte er im Auftrag des Saarländischen Staatstheaters und der Donlon Dance Company die Ballettmusik „Silent Mov(i)e“ (Choreographie: Marguerite Donlon).
Mit dem Trio Krassport dekonstruiert er verschiedenes musikalisches Material, so z. B. bekannte Jazz-Standards (Album under-stand-art) oder die spätromantische Orchestersuite „The Planets“ von Gustav Holst (Album The Planets – Discovering Gustav Holst). Beide Alben erschienen auf dem Kölner Label JazzHausMusik und wurden von der Presse als „eine der schönsten Veröffentlichungen der letzten Zeit“ positiv bewertet. Im Cadence Magazine hieß es: „If the unexpected is what the listener is looking for then one need look no further than piano trio Krassport“.
Jenseits von Krassport arbeitet Krass mit Musikern wie Wollie Kaiser, Oliver Strauch, Claas Willeke, der Künstlergruppe Die Redner, Barbara Barth und Christof Thewes.
Zwischen 2012 und 2022 lehrte er mit einem Lehrauftrag für Jazzpiano, Bigband, Ensemble, Harmonielehre und Gehörbildung an der Hochschule für Musik Saar.

## Preise und Auszeichnungen
Krass wurde 2010 mit dem Preis des Internationalen Jazzfestivals St. Ingbert ausgezeichnet. Im selben Jahr gewann Krassport auf dem Internationalen Jazzwettbewerb „Tremplin Jazz d'Avignon“ in Südfrankreich sowohl den Grand Prix als auch den Prix de Public.

## Diskografische Hinweise
- Krassport: under-stand-art (JazzHausMusik, 2010)
- Krassport: The Planets - Discovering Gustav Holst (JazzHausMusik, 2012)
- Barbara Barth Quintett: This is… (Jazz’n’arts Records, 2015, mit Florian Boos, Moritz Götzen, Philipp Klahn)
- Barbara Barth & Manuel Krass: In Spheres (JazzHausMusik, 2018)